# خاندان آشیکاگا

مون خاندان آشیکاگا

خاندان  آشیکاگا (به ژاپنی: 足利氏،  Ashikaga-shi)، یکی از خاندان‌های سامورایی در ژاپن بود. این خاندان شوگون‌سالاری آشی‌کاگا را بنیان نهاد که از ۱۳۳۶ تا  ۱۵۷۳ بر ژاپن تسلط داشت. این خاندان در شهر آشیکاگا، توچیگی در استان توچیگی امروزی مستقر بود.